# Edward Pain
Edward Oscar Guthrie "Ted" Pain, född 15 juli 1925 i Thirroul, död 6 januari 2000 i Greenwich, New South Wales, var en australisk roddare.
Pain blev olympisk bronsmedaljör i åtta med styrman vid sommarspelen 1952 i Helsingfors.